# Nerw czuciowy
Nerw czuciowy (nerw wstępujący) – nerw odbierający bodźce czuciowe, przewodzący impulsy z receptorów do ośrodkowego układu nerwowego. Nerwy czuciowe podobnie jak ruchowe należą do somatycznej części obwodowego układu nerwowego.